# アサイーボウル

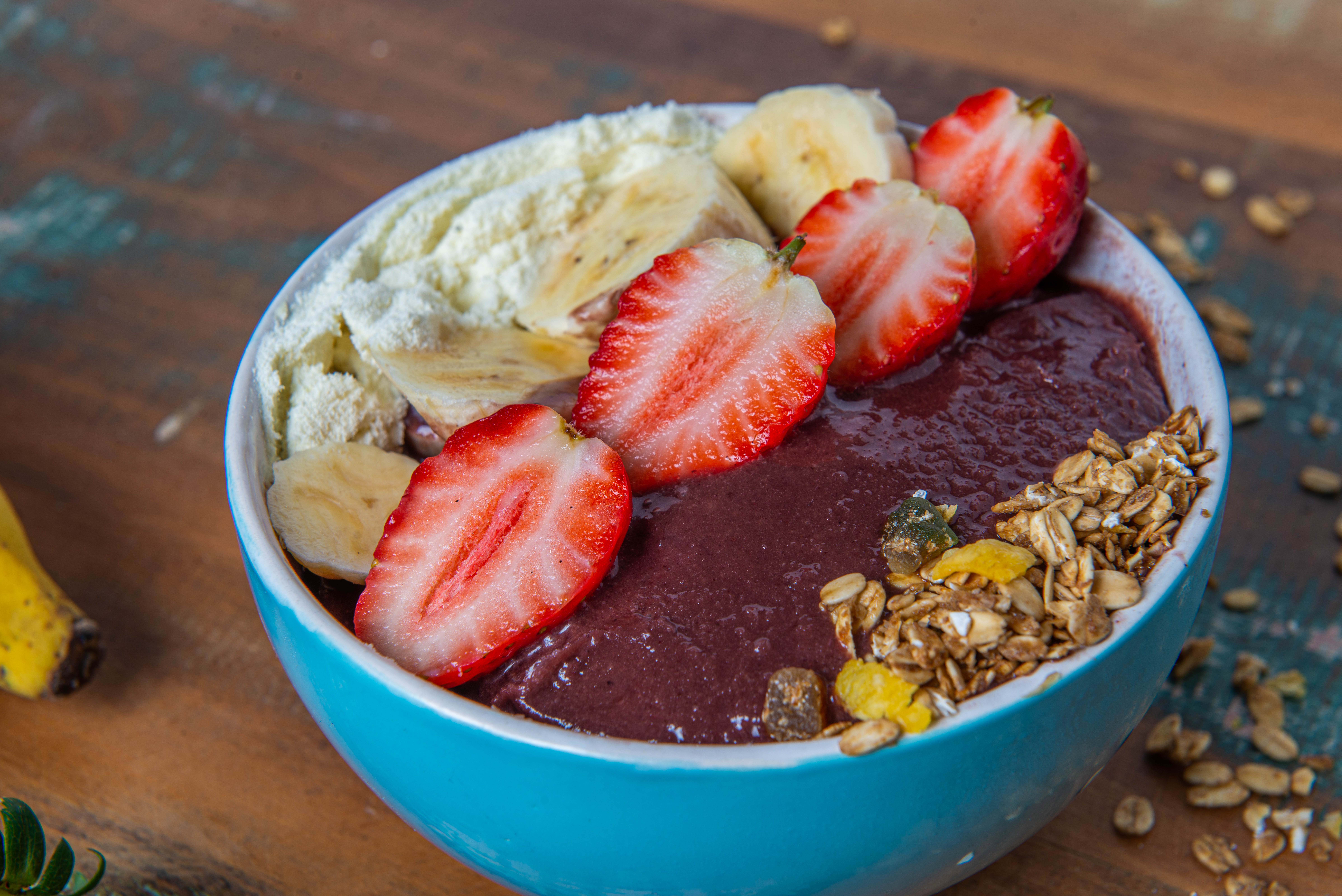
アサイーボウルの典型例

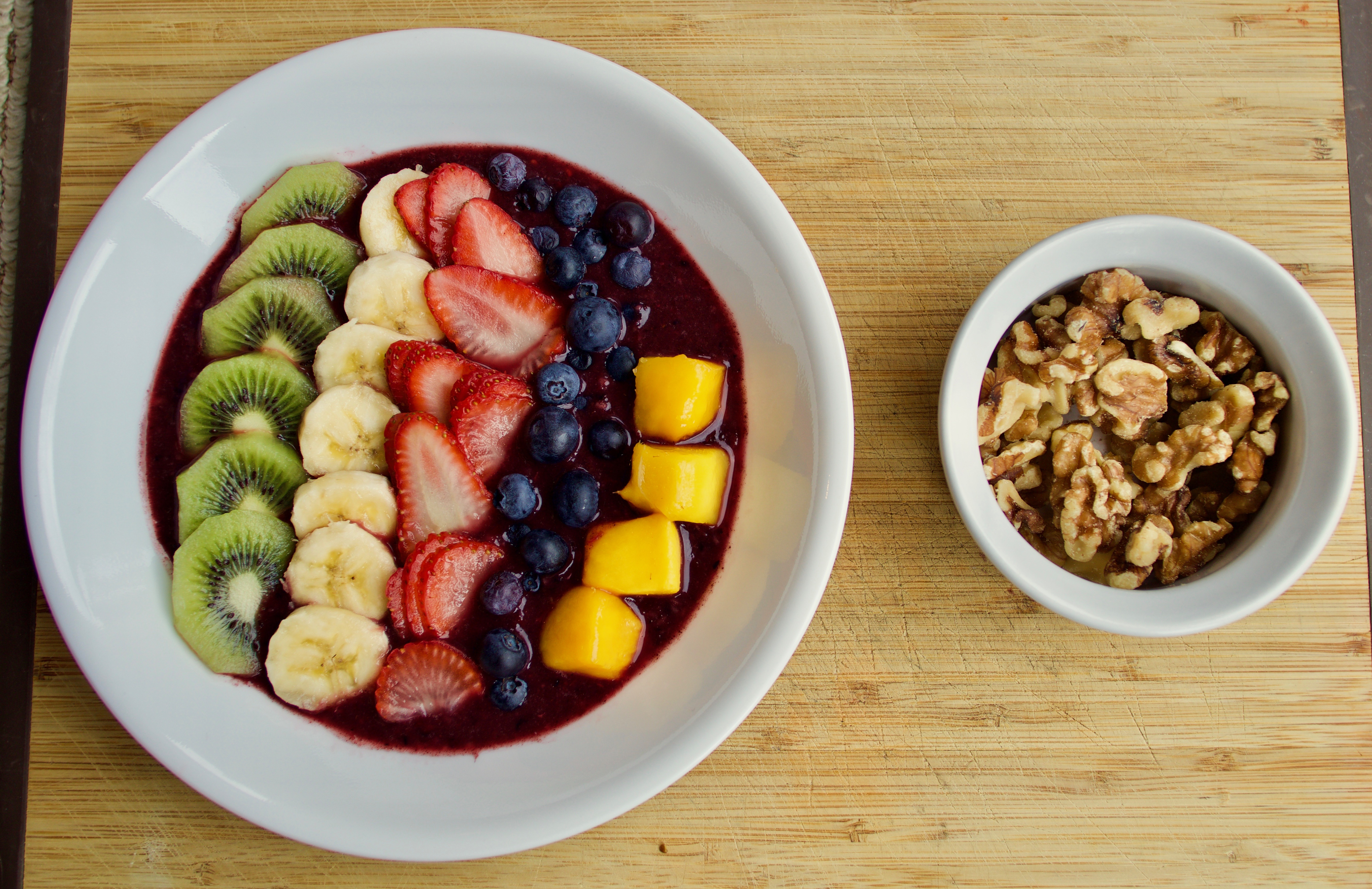
右はおそらくクルミ

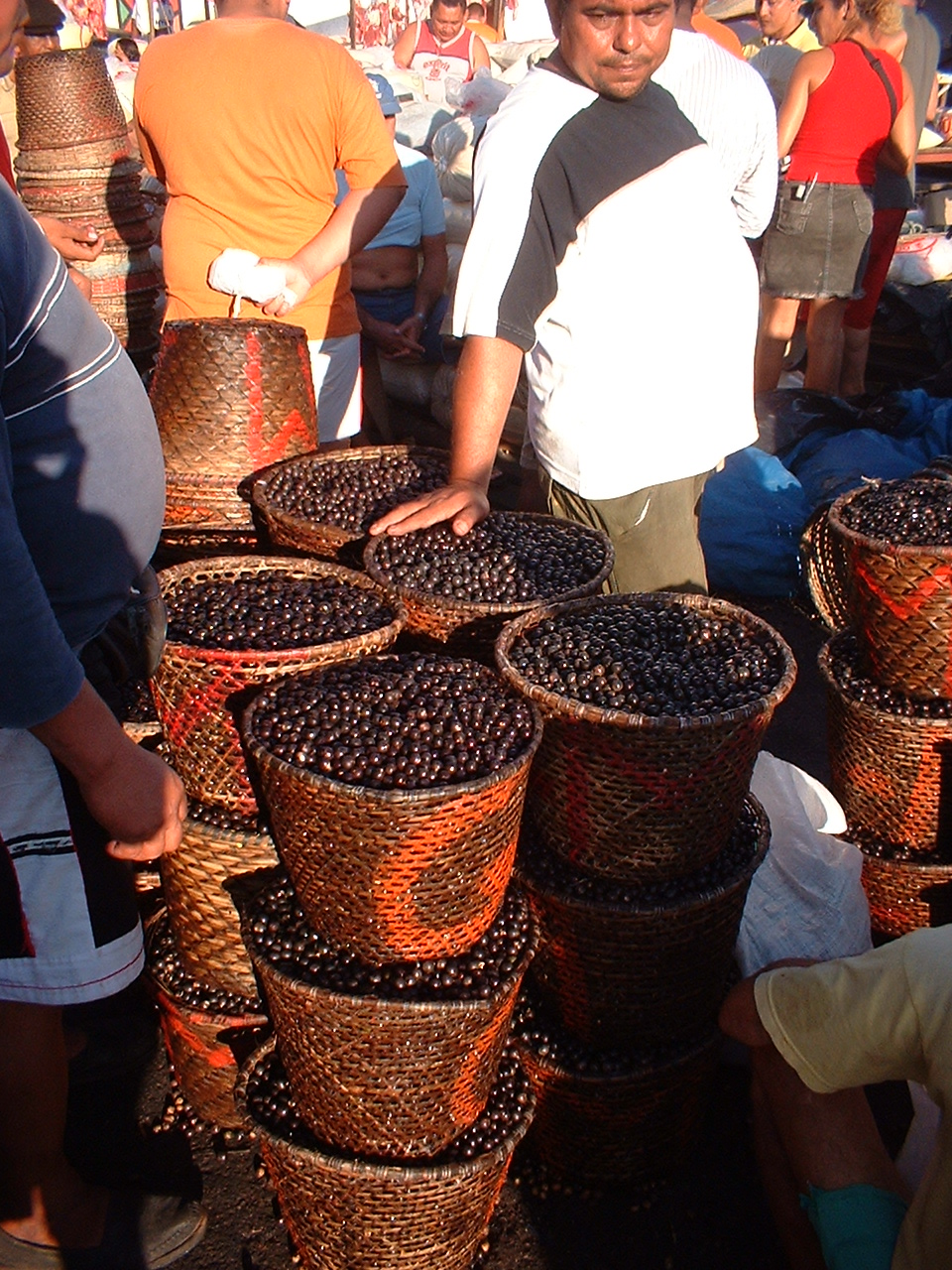
市場で売られているアサイーの果実

アサイーボウル（英: açaí bowl）は、ブラジル発祥のデザート。アサイーのスムージーを基本として、キウイフルーツやバナナやイチゴなどのフルーツやグラノーラなどのシリアル食品をボウルにトッピングしてつくる。
アサイーの原産地であるアマゾンでは、お椀状の器（tigela）にアサイーのピューレを入れ、ファリーニャ（キャッサバ芋を炒って粗挽きの粉状にしたもの）をかけ、川魚のフライやエビのソテー、干し肉などのおかずを供したり、砂糖とタピオカ（キャッサバ芋のでんぷんを炒ってフレーク状にしたもの）を混ぜて主食としたりする。これを現地でアサイー・ナ・チジェィラ（葡: açaí na tigela、直訳すると「お椀の中のアサイー」）とも。
2000年頃よりアサイーがブラジルの都市部へ輸送されるようになってから、お椀で食べるスタイルと呼び名はそのままに、アサイーがスムージーになりトッピングが乗せられる形に進化した。さらに英語で「Açaí Bowl」と訳され、世界で知られるデザートとなった。例えばハワイでは定番のスイーツの1つとされる。
日本では2000年代後半に飲食店が扱うようになった。2010年代に一度ブームとなり、2020年代に人気が再燃した。アサイーの栄養価が高いことが評価されているほか、トッピングを含めて色合いが鮮やかなため、ピューレ状の冷凍アサイーを使って家庭でつくる人もいる。
また、2024年には大手の外食産業もアサイーボウルの人気に乗じて販売を開始する。スシローやガストが有名。近年では高級アサイーボウル専門店も人気を博している